# Okole (przystanek kolejowy)
Okole – dawny wąskotorowy przystanek osobowy w Okolu, w gminie Koronowo, w powiecie bydgoskim, w województwie kujawsko-pomorskim. Położony był na wąskotorowej linii kolejowej z Bydgoszczy do Koronowa. Linia ta została otwarta w 1895 roku. W 1969 roku linię zamknięto dla ruchu pasażerskiego.